# Huishoudbeurs
De Huishoudbeurs is een jaarlijks evenement dat sinds 1950 ieder jaar wordt gehouden. De eerste vijf jaar vond het evenement plaats in de Houtrusthallen in Den Haag, als opvolger van de vooroorlogse Damesbeurs. In 1955 verplaatste de beurs naar de RAI Amsterdam. Op de consumentenbeurs, die van oudsher primair gericht is op huisvrouwen, presenteren exposanten hun producten en diensten op het gebied van onder andere mode en cosmetica, gezondheid, koken, wonen en apparatuur en vrije tijd.
Er kan gratis bij standjes eten en drinken worden geproefd. Daarnaast zijn er optredens van artiesten en worden er regelmatig live televisie- en radio-uitzendingen vanaf de beurs uitgezonden. 
De beurs wordt ieder jaar in februari gehouden.

## In het Polygoonjournaal
Het Polygoonjournaal besteedde vaak aandacht aan de huishoudbeurs. Onderstaande galerij geeft hiervan een beeld.
- 1953
- 1955
- 1956
- 1957
- 1959
- 1961
- 1963
- 1965
- 1967
- 1971
- 1972